# Рудольф Кірхшлегер
Рудольф Кірхшлегер (нім. Rudolf Kirchschläger; 20 березня 1915, Нідеркаппель, Нижня Австрія, Австро-Угорщина — 30 березня 2000, Відень, Австрія) — австрійський політик, дипломат. Президент Австрії у 1974—1986 роках.

## Ранні роки
Залишився сиротою у віці 11 років.
Закінчив гімназію в Хорні з відзнакою й почав вивчати право у Віденському університеті. Однак після аншлюсу Австрії в 1938 покинув навчання. Без вступу до НСДАП, від якого він відмовився, йому не видавали стипендію, й він не зміг платити за своє навчання. Пішов працювати банківським клерком, і працював доти, поки наступного року не був призваний на службу до піхотних військ вермахту.
У 1940 скористався двомісячною відпусткою для підготовки до останніх іспитів з права. Надалі склав іспити й отримав вчений ступінь доктора наук. І все ж він був повернутий на Східний фронт, де був поранений 1942 року. До завершення війни він мав чин гауптмана і служив інструктором у Терезіанській воєнній академії. 1 квітня 1945, будучи командиром підрозділу фанен-юнкерів, став до бою проти радянських військ й отримав тяжке поранення в ногу. Це поранення ніколи не дозволить йому цілком відновитись.

## Повоєнні роки
Після війни працював суддею спочатку в Лангенлойсі, а потім у Відні аж до 1954. Тоді він отримав роботу в Міністерстві закордонних справ, хоч не знав жодної іноземної мови. Для того щоб брати участь у перемовинах з Декларації про незалежність Австрії, він вивчив англійську лише за кілька місяців.
У 1967-1970 був послом у Празі. Його дії під час Празької весни були найбільш значущими. Незважаючи на розпорядження не робити цього, він видавав штатні виїзні візи для чеського населення, яке хотіло залишити країну.
У 1970—1974 був міністром закордонних справ.
Обраний президентом Австрії в 1974; у 1980 переобраний з підтримкою 80 % населення — найвищий показник в історії Австрії.
Помер у 2000 у Відні.

## Почесні звання
24 жовтня 1986 присвоєно звання «Почесний громадянин Відня».